# Redlands Bicycle Classic (mannen)
De Redlands Bicycle Classic is een meerdaagse wielerwedstrijd in Redlands, Verenigde Staten die wordt georganiseerd sinds 1985. De wedstrijd bestaat uit drie etappes, een individuele tijdrit en een criterium. Er vindt ook een vrouweneditie plaats van deze wedstrijd.

## Lijst van winnaars

### Overwinningen per land
| Overwinningen | Land                                     |
| ------------- | ---------------------------------------- |
| 27            | Verenigde Staten                         |
| 2             | Polen, Australië, Spanje                 |
| 1             | Noorwegen, Sovjet-Unie, Colombia, Canada |